# الجامعة الألمانية (ميونخ)
الجامعة الألمانية في ميونخ (بالإنجليزية: Bundeswehr University Munich)‏ هي جامعة في ميونخ، وواحدة من جامعتين بحثيتين في ألمانيا على المستوى الفيدرالي. تأسست عام 1973 لخدمة من القوات المسلحة الألمانية. كانت تسمى في الأصل (جامعة القوات المسلحة الألمانية في ميونيخ) وكان من المفترض أن تقدم المؤسسة التعليم الأكاديمي المدني لضباط الجيش.